# Rivière Rouge (Michigan)
Pour les articles homonymes, voir Rivière Rouge.
La rivière Rouge (River Rouge ou Rouge River en anglais) est une rivière qui traverse la région du Metro Detroit. C'est un affluent de la rivière Détroit. Elle mesure 201 kilomètres et est divisée en quatre parties : principale, supérieure, moyenne et inférieure.
Elle a donné son nom à la ville de River Rouge.

## Description
Son bassin versant, qui couvre presque 1 300 kilomètres carrés, inclut tout ou partie de 48 communes différentes, dont la population dépasse 1 500 000 d'habitants. La rivière arrose une grande partie du centre et du nord-ouest du comté de Wayne, une grande superficie du secteur méridional du comté d'Oakland ainsi qu'une petite étendue à l'est du comté de Washtenaw.

## Histoire
La rivière était depuis longtemps fortement polluée. Cependant, elle est devenue beaucoup plus propre depuis qu'un nettoyage intensif a été effectué dans les années 1990. Ces mesures de nettoyage sont régulièrement renouvelées.